# Microtypus wesmaelii
Microtypus wesmaelii är en stekelart som beskrevs av Julius Theodor Christian Ratzeburg 1848. Microtypus wesmaelii ingår i släktet Microtypus och familjen bracksteklar. Inga underarter finns listade i Catalogue of Life.